# Ибисовые
И́бисовые (лат. Threskiornithidae) — семейство птиц из отряда пеликанообразных (Pelecaniformes).

## Классификация
К ибисовым относятся 13 родов и 36 видов, один из которых вымер:
- Подсемейство ибисы (Threskiornithinae)
  - Черношейные ибисы (Threskiornis)
    - Священный ибис (Threskiornis aethiopicus)
    - Мадагаскарский ибис (Threskiornis bernieri)
    - Threskiornis solitarius †
    - Черноголовый ибис (Threskiornis melanocephalus)
    - Молуккский ибис (Threskiornis molucca)
    - Австралийский ибис (Threskiornis spinicollis)

  - Pseudibis
    - Бородавчатый ибис (Pseudibis papillosa)
    - Ибис Дэвисона (Pseudibis davisoni)
    - Гигантский ибис (Pseudibis gigantea)

  - Лысые ибисы (Geronticus)
    - Лесной ибис (Geronticus eremita)
    - Лысый ибис (Geronticus calvus)

  - Красноногие ибисы (Nipponia)
    - Красноногий ибис (Nipponia nippon)

  - Оливковые ибисы (Bostrychia)
    - Зелёный ибис (Bostrychia olivacea)
    - Малый оливковый ибис (Bostrychia bocagei)
    - Пятнистогрудый ибис (Bostrychia rara)
    - Хагедаш (Bostrychia hagedash), великолепный ибис
    - Украшенный ибис (Bostrychia carunculata)

  - Белошейные ибисы (Theristicus)
    - Свинцовый ибис (Theristicus caerulescens)
    - Белошейный ибис (Theristicus caudatus)
    - Чернолицый ибис (Theristicus melanopis)
    - Андский ибис (Theristicus branickii)[4] = Theristicus melanopis

  - Острохвостые ибисы (Cercibis)
    - Острохвостый ибис (Cercibis oxycerca)

  - Кайеннские ибисы (Mesembrinibis)
    - Кайеннский ибис (Mesembrinibis cayennensis)

  - Гололицые ибисы (Phimosus)
    - Гололицый ибис (Phimosus infuscatus)

  - Алые ибисы (Eudocimus)
    - Белый ибис (Eudocimus albus)
    - Красный ибис (Eudocimus ruber)

  - Каравайки (Plegadis)
    - Каравайка (Plegadis falcinellus)
    - Очковая каравайка (Plegadis chihi)
    - Тонкоклювая каравайка (Plegadis ridgwayi)

  - Чубатые ибисы (Lophotibis)
    - Чубатый ибис (Lophotibis cristata)
- Подсемейство колпицы (Plataleinae)
  - Колпицы (Platalea)
    - Обыкновенная колпица (Platalea leucorodia)
    - Малая колпица (Platalea minor)
    - Белая колпица (Platalea alba)
    - Королевская колпица (Platalea regia)
    - Желтоклювая колпица (Platalea flavipes)
    - Розовая колпица (Platalea ajaja)